# Rebeka Sziliczei-Német
Rebeka Sziliczei-Német (Jászberény, 24 agosto 1999) è una pattinatrice di short track ungherese.

## Biografia
La sua squadra di club è il Ferencvarosi Torna Club.
Agli europei di Danzica 2023 ha vinto la medaglia di bronzo nella staffetta 3000 m, assieme alle connazionali Sára Bácskai, Petra Jászapáti e Zsófia Kónya.

## Palmarès
- Europei

Danzica 2023: argento nella staffetta 3000 m;
Danzica 2024: argento nella staffetta 3000 m; bronzo nei 1500 m;